# Стокі (Лодзинське воєводство)
Стокі (пол. Stoki) — село в Польщі, у гміні Дружбиці Белхатовського повіту Лодзинського воєводства.
Населення — 105 осіб (2011).
У 1975-1998 роках село належало до Пйотрковського воєводства.

## Демографія
Демографічна структура станом на 31 березня 2011 року:
|          | Загалом | Допрацездатний вік | Працездатний вік | Постпрацездатний вік |
| -------- | ------- | ------------------ | ---------------- | -------------------- |
| Чоловіки | 59      | 12                 | 39               | 8                    |
| Жінки    | 46      | 9                  | 25               | 12                   |
| Разом    | 105     | 21                 | 64               | 20                   |